# 1851 en littérature
| Années de la littérature : 1848 - 1849 - 1850 - 1851 - 1852 - 1853 - 1854    |
| Décennies de la littérature : 1820 - 1830 - 1840 - 1850 - 1860 - 1870 - 1880 |

Cet article présente les faits marquants de l'année 1851 en littérature.

## Événements
- Exil de Victor Hugo à Jersey, puis à Guernesey (1851-1870).

## Essais
- 14 juin : La Constitution de la république française adoptée le 4 novembre 1848, article de Karl Marx pour le journal anglais Note to the people.
- Charles Baudelaire, Du vin et du haschich.
- Histoire de la Russie depuis les temps les plus reculés de Sergueï Soloviov (1851-1879).
- L’Influence des idées maîtresses du XIXe siècle sur le gouvernement, de József Eötvös (1851-1854).
- L’Idée générale de la révolution au XIXe siècle de Proudhon.
- Publication du Voyage en Orient de Gérard de Nerval.
- Auguste Romieu, Le Spectre rouge de 1852. Pamphlet « anti-démocrate et réactionnaire » très en vogue parmi les partisans de l'ordre et annonciateur du coup de force de Louis-Napoléon Bonaparte.

## Romans
- Jules Barbey d'Aurevilly, Une vieille maîtresse
- Lamartine, Nouvelles Confidences, Histoire de la Restauration, Geneviève, histoire d’une servante et le Tailleur de pierres de Saint-Point.
- 14 novembre : l'écrivain américain Herman Melville publie Moby Dick.
- Auguste Romieu, Le Mousse, Paris, éd. G. Barba

## Théâtre
- Eugène Labiche, Un chapeau de paille d'Italie

## Principales naissances
- 25 février : Auguste Debesse, lexicographe français, spécialiste du chinois († 2 mars 1928).

## Principaux décès
- 5 janvier : David Macbeth Moir, (° 1798), auteur et poète écossais.
- 1er février : Mary Shelley, (° 1797), auteur de Frankenstein ou le Prométhée moderne.